# Phan Sào Nam (xã)
Phan Sào Nam là một xã thuộc huyện Phù Cừ, tỉnh Hưng Yên, Việt Nam.

## Địa lý
Xã Phan Sào Nam nằm ở phía bắc huyện Phù Cừ, có vị trí địa lý:
- Phía đông giáp thị trấn Trần Cao và xã Minh Tân
- Phía tây giáp các xã Hạ Lễ và xã Tiền Phong thuộc huyện Ân Thi.
- Phía bắc giáp xã Đa Lộc.
- Phía nam giáp xã Đoàn Đào.

Xã Phan Sào Nam có diện tích 6,45 km², dân số năm 2019 là 4.529 người, mật độ dân số đạt 702 người/km².

## Hành chính
Xã Phan Sào Nam được chia thành 4 thôn: Trà Bồ (làng Chè), Ba Đông, Phú Mãn, Phương Bồ.

## Lịch sử
Là một xã thuần nông được thành lập từ thời nhà Trần, dân cư nơi đây từ các tỉnh Hà Nam và Hà Tây sang khai khẩn lập ấp.
Sau năm 1946, Ái Quốc là một xã thuộc huyện Phù Cừ.
Năm 1947, đổi tên xã Ái Quốc thành xã Phan Sào Nam.
Ngày 26 tháng 1 năm 1968, tỉnh Hưng Yên hợp nhất với tỉnh Hải Dương thành tỉnh Hải Hưng và xã Phan Sào Nam thuộc huyện Phù Cừ, tỉnh Hải Hưng.
Ngày 11 tháng 3 năm 1977, Hội đồng Chính phủ ban hành Quyết định 58-CP về việc hợp nhất hai huyện Phù Cừ và Tiên Lữ thành huyện Phù Tiên và xã Phan Sào Nam thuộc huyện Phù Tiên, tỉnh Hải Hưng.
Ngày 6 tháng 11 năm 1996, Quốc hội ban hành Nghị quyết về việc chia tỉnh Hải Hưng thành 2 tỉnh Hải Dương và Hưng Yên và xã Phan Sào Nam thuộc huyện Phù Tiên, tỉnh Hưng Yên.
Ngày 24 tháng 2 năm 1997, Chính phủ ban hành Nghị định 17-CP về việc chuyển xã Phan Sào Nam thuộc huyện Phù Tiên về huyện Phù Cừ mới tái lập quản lý.

## Văn hóa
Thôn Trà Bồ thuộc trung tâm xã có cụm di tích lịch sử văn hóa là đậu Trà Bồ (đậu chè nhang) được xây dựng cách ngày nay 500 năm thờ hai hoàng tử thời vua Hùng qua các thời đại được các triều đại phong sắc thần và ngày nay được nhà nước công nhận là di tích lịch sử văn hóa quốc gia.
Miếu Dậm thờ 3 vị tướng nhà Đinh chưa rõ họ (có tên là: Nhân, Đức, Chính) người thôn Ba Đông, từ thời vua Đinh Bộ Lĩnh có công dẹp loạn 12 sứ quân. Phía bên kia sông Cửu An có đền Mẫu Ba Đông thờ thân mẫu của họ.
Đền Mẫu Ba Đông thờ thân mẫu 3 vị tướng nhà Đinh chưa rõ họ (có tên là: Nhân, Đức, Chính) người thôn Ba Đông, từ thời vua Đinh Bộ Lĩnh có công dẹp loạn 12 sứ quân. Phía bên kia sông Cửu An có Miếu Dậm 3 tướng quân